# Federico Guglielmo d'Assia-Kassel
Federico Guglielmo d'Assia-Kassel nato Federico Carlo Giorgio Adolfo d'Assia-Kassel-Rumpenheim (Copenaghen, 26 novembre 1820 – Francoforte sul Meno, 14 ottobre 1884) nato principe d'Assia-Kassel, assunse in seguito il titolo nobiliare di langravio d'Assia-Kassel, con il nome di Federico Guglielmo dopo la morte dell'ultimo langravio, avvenuta senza eredi legittimi (il trono era ad ogni modo passato dal 1866 alla Prussia).

## Biografia

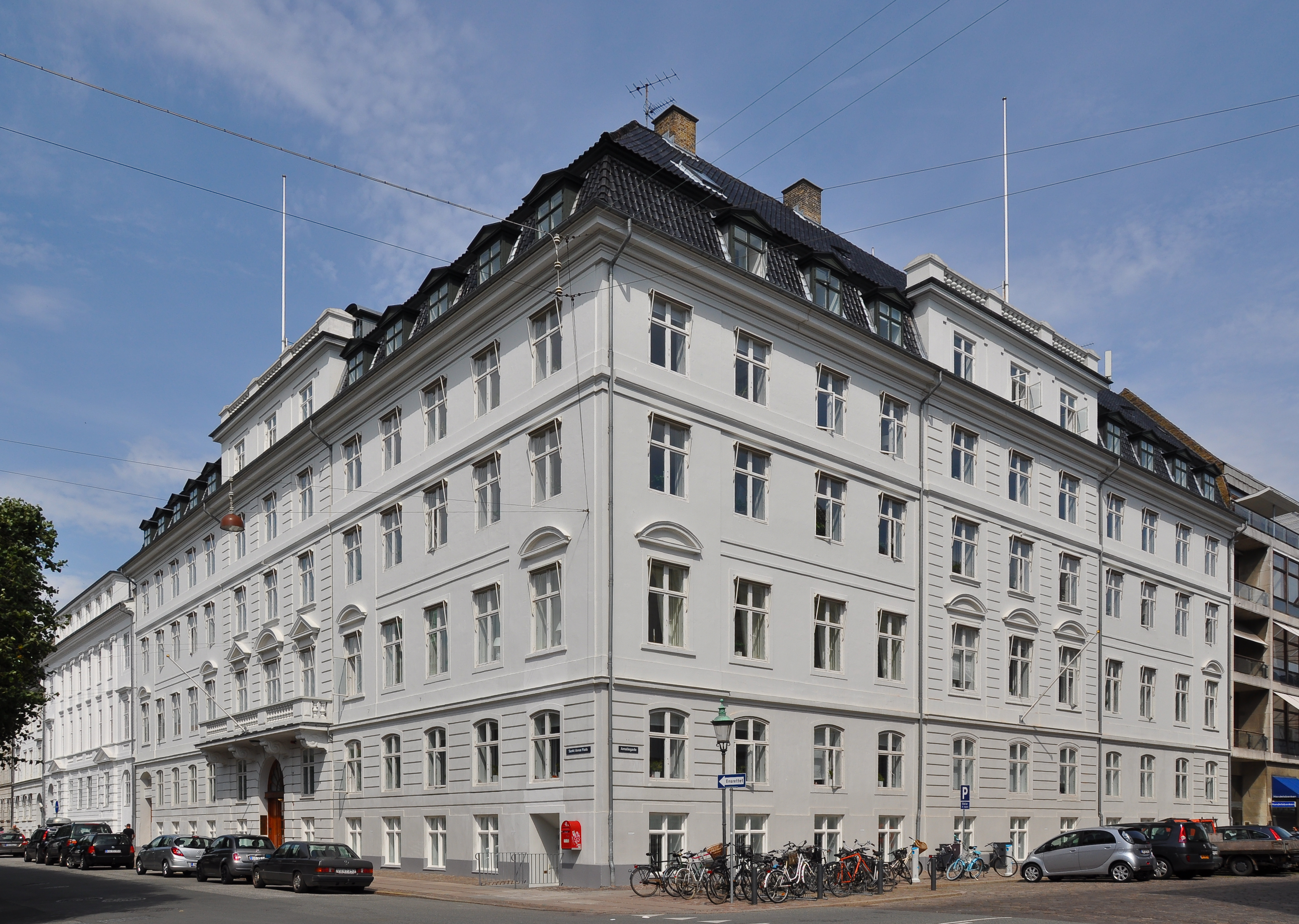
Il palazzo dove nacque il principe Federico Guglielmo sulla Sankt Annæ Plads di Copenaghen.

Il principe Federico nacque a Copenaghen, in Danimarca, il 26 novembre 1820. Suo padre era il langravio Guglielmo d'Assia-Kassel, figlio del langravio Federico d'Assia-Kassel e della principessa Carolina di Nassau-Usingen; sua madre era la principessa Luisa Carlotta di Danimarca, figlia del principe Federico di Danimarca e Norvegia e della duchessa Sofia Federica di Meclemburgo-Schwerin e nipote pertanto di re Cristiano VIII di Danimarca.
Trascorse la sua infanzia e la giovinezza in Danimarca.
Oltre ad aver frequentato l'università di Bonn (1839-1841), decise di intraprese la carriera militare nell'esercito dell'Assia-Kassel: nel 1837 venne nominato capitano, nel 1843 maggiore generale e nel 1851 tenente generale. A bordo della fregata danese Thetis attraversò, nel 1842, il Mar Mediterraneo fino a raggiungere Costantinopoli. Nel 1849, a bordo della nave inglese HMS Cleopatra, si formò nella marina militare e nel contempo compì un lungo viaggio intorno al mondo. La Cleopatra giunse sino a Singapore, ma poi venne sostituita nella sua rotta dalla HMS Maeander. A bordo di quest'imbarcazione, il principe navigò da Singapore a Rio de Janeiro, compiendo un'escursione dal 14 settembre al 10 ottobre a Labuan e in Cina a bordo della HMS Reynard. I giornali di Singapore lo descrissero all'epoca erroneamente come il figlio del re di Danimarca.
Nel 1850, divenne un valido candidato per la successione al trono di Danimarca dal momento che Federico VII era senza eredi, ma preferì rinunciare a tali diritti nel 1851 in favore di sua sorella Luisa, il cui marito Cristiano di Schleswig-Holstein-Sonderburg-Glücksburg venne poi nominato effettivamente successore di Federico VII nel 1853 col nome di Cristiano IX. Tale motivazione fu in particolare dovuta alle evidenti tensioni che si stavano accumulando tra Prussia e Danimarca e dalle quali Federico Guglielmo si era detto non interessato.
Nel 1875, alla morte di suo cugino il principe elettore Federico Guglielmo d'Assia, divenne capo della casata d'Assia-Kassel dalla quale il suo ramo discendeva, dal momento che i figli di quest'ultimo, nati da matrimonio morganatico, non avevano ottenuto la necessaria autorizzazione ad ascendere ad un trono che ormai era solo virtuale, dal momento che il governo prussiano aveva annesso lo stato dal 1866. Egli si dedicò dunque, dotato di un ricco patrimonio personale, all'espansione del castello di Philippsruhe nei pressi di Hanau dove si trasferì dal 1880. Ancora oggi il piano nobile del castello (adibito a museo storico locale) presenta sale di gusto rinascimentale con soffitti decorati con intarsi lignei, lampadari in vetro di Murano e stufe in maiolica. La langravia Anna mantenne al castello un salotto che riunì alcune personalità del mondo dell'arte della sua epoca come ad esempio Johannes Brahms, Clara Schumann, Anton Rubinstein, Julius Stockhausen, Niels Wilhelm Gade e Johan Peter Emilius Hartmann.
Federico Guglielmo morì al palazzo cittadino della sua famiglia a Francoforte sul Meno, il 14 ottobre 1884. In vita fu membro della Massoneria.

## Matrimoni e figli

### Primo Matrimonio

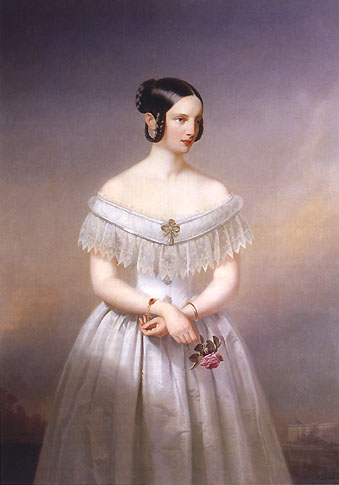
La granduchessa Aleksandra Nikolaevna Romanova, prima moglie del principe Federico

Sposò, il 28 gennaio 1844, nella città di San Pietroburgo, la Granduchessa Aleksandra Nikolaevna Romanova (1825-1844), figlia dello zar Nicola I di Russia e della zarina Aleksandra Fёdorovna, nata Carlotta di Prussia.

Aleksandra si ammalò di tubercolosi poco tempo dopo il matrimonio; tre mesi prima del termine diede alla luce un figlio maschio, Guglielmo (10 agosto 1844), che però morì poco dopo la nascita e Aleksandra morì anch'essa qualche ora dopo il bambino.

### Secondo Matrimonio

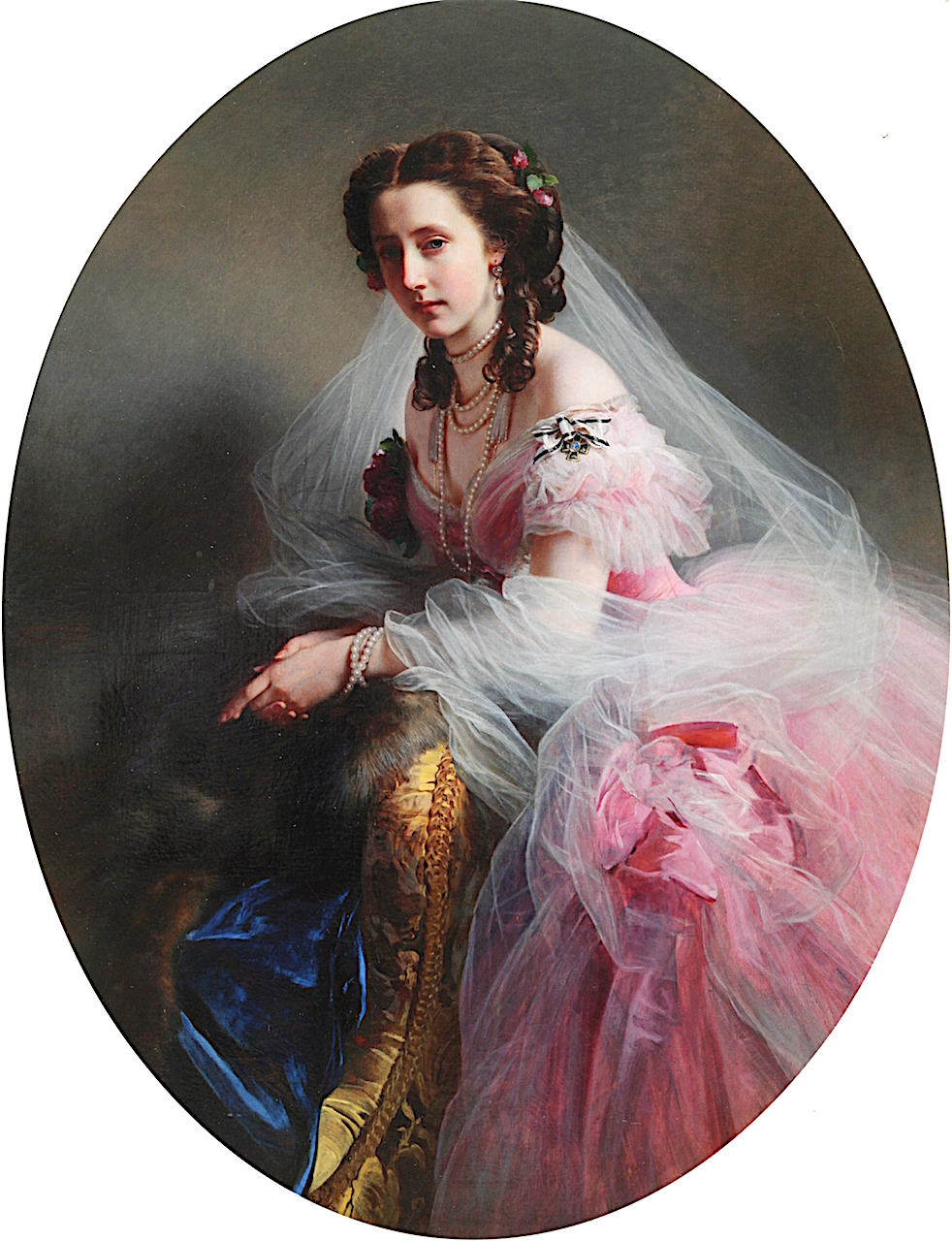
La principessa Anna di Prussia, seconda moglie del principe Federico

Sposò, il 26 maggio 1853, nello Schloss Charlottenburg a Berlino, Anna di Prussia, figlia del principe Carlo di Prussia e della principessa Maria di Sassonia-Weimar-Eisenach. Ebbero sei figli:
- Federico Guglielmo III d'Assia (1854-1888);
- Elisabetta Alessandra Carlotta (1861-1955), sposò il principe Leopoldo Federico di Anhalt ed ebbe discendenza;
- Alessandro Federico (1863-1945), sposò la baronessa Gisela Stockhorner von Starheim;
- Federico Carlo, re di Finlandia (1868-1940), sposò la principessa Margherita di Prussia ed ebbe discendenza;
- Maria Polissena (1872-1882);
- Sibilla Margherita (1877-1925), sposò il barone Friedrich von Vincke.

Federico Guglielmo non riuscì mai a superare la perdita della prima moglie, e si ritiene che questa fosse la ragione per cui la sua relazione con Anna fu educata, ma emotivamente distaccata.

## Ascendenza
|                                        |                         |                                             | Genitori                                                              |  |  | Nonni |  |  | Bisnonni                   |  |  | Trisnonni                     |  |
|                                        |                         |                                             |                                                                       |  |  |       |  |  | Federico II d'Assia-Kassel |  |  | Guglielmo VIII d'Assia-Kassel |  |
|                                        |                         |                                             |                                                                       |  |  |       |  |  | Federico II d'Assia-Kassel |  |  | Guglielmo VIII d'Assia-Kassel |  |
|                                        |                         | Dorotea Guglielmina di Sassonia-Zeitz       |                                                                       |  |  |       |  |  | Federico II d'Assia-Kassel |  |  |                               |  |
| Federico d'Assia-Kassel                |                         |                                             |                                                                       |  |  |       |  |  | Federico II d'Assia-Kassel |  |  |                               |  |
|                                        |                         | Maria di Hannover                           | Giorgio II di Gran Bretagna                                           |  |  |       |  |  |                            |  |  |                               |  |
|                                        |                         | Maria di Hannover                           | Giorgio II di Gran Bretagna                                           |  |  |       |  |  |                            |  |  |                               |  |
|                                        |                         | Maria di Hannover                           | Carolina di Brandeburgo-Ansbach                                       |  |  |       |  |  |                            |  |  |                               |  |
| Guglielmo d'Assia-Kassel               |                         | Maria di Hannover                           |                                                                       |  |  |       |  |  |                            |  |  |                               |  |
|                                        |                         | Carlo Guglielmo di Nassau-Usingen           | Carlo di Nassau-Usingen                                               |  |  |       |  |  |                            |  |  |                               |  |
|                                        |                         | Carlo Guglielmo di Nassau-Usingen           | Carlo di Nassau-Usingen                                               |  |  |       |  |  |                            |  |  |                               |  |
|                                        |                         | Carlo Guglielmo di Nassau-Usingen           | Cristiana Guglielmina di Sassonia-Eisenach                            |  |  |       |  |  |                            |  |  |                               |  |
| Carolina di Nassau-Usingen             |                         | Carlo Guglielmo di Nassau-Usingen           |                                                                       |  |  |       |  |  |                            |  |  |                               |  |
|                                        |                         | Carolina Felicita di Leiningen-Dagsburg     | Cristiano Carlo Reinardo di Leiningen-Dachsburg-Falkenburg-Heidesheim |  |  |       |  |  |                            |  |  |                               |  |
|                                        |                         | Carolina Felicita di Leiningen-Dagsburg     | Cristiano Carlo Reinardo di Leiningen-Dachsburg-Falkenburg-Heidesheim |  |  |       |  |  |                            |  |  |                               |  |
|                                        |                         | Carolina Felicita di Leiningen-Dagsburg     | Caterina Polissena di Solms-Rödelheim                                 |  |  |       |  |  |                            |  |  |                               |  |
| Federico Guglielmo d'Assia-Kassel      |                         | Carolina Felicita di Leiningen-Dagsburg     |                                                                       |  |  |       |  |  |                            |  |  |                               |  |
|                                        | Federico V di Danimarca | Cristiano VI di Danimarca                   |                                                                       |  |  |       |  |  |                            |  |  |                               |  |
|                                        | Federico V di Danimarca | Cristiano VI di Danimarca                   |                                                                       |  |  |       |  |  |                            |  |  |                               |  |
|                                        | Federico V di Danimarca | Sofia Maddalena di Brandeburgo-Kulmbach     |                                                                       |  |  |       |  |  |                            |  |  |                               |  |
| Federico di Danimarca                  | Federico V di Danimarca |                                             |                                                                       |  |  |       |  |  |                            |  |  |                               |  |
|                                        |                         | Giuliana Maria di Brunswick-Lüneburg        | Ferdinando Alberto II di Brunswick-Lüneburg                           |  |  |       |  |  |                            |  |  |                               |  |
|                                        |                         | Giuliana Maria di Brunswick-Lüneburg        | Ferdinando Alberto II di Brunswick-Lüneburg                           |  |  |       |  |  |                            |  |  |                               |  |
|                                        |                         | Giuliana Maria di Brunswick-Lüneburg        | Antonietta Amalia di Brunswick-Wolfenbüttel                           |  |  |       |  |  |                            |  |  |                               |  |
| Luisa Carlotta di Danimarca            |                         | Giuliana Maria di Brunswick-Lüneburg        |                                                                       |  |  |       |  |  |                            |  |  |                               |  |
|                                        |                         | Luigi di Meclemburgo-Schwerin               | Cristiano Ludovico II di Meclemburgo-Schwerin                         |  |  |       |  |  |                            |  |  |                               |  |
|                                        |                         | Luigi di Meclemburgo-Schwerin               | Cristiano Ludovico II di Meclemburgo-Schwerin                         |  |  |       |  |  |                            |  |  |                               |  |
|                                        |                         | Luigi di Meclemburgo-Schwerin               | Gustava Carolina di Meclemburgo-Strelitz                              |  |  |       |  |  |                            |  |  |                               |  |
| Sofia Federica di Meclemburgo-Schwerin |                         | Luigi di Meclemburgo-Schwerin               |                                                                       |  |  |       |  |  |                            |  |  |                               |  |
|                                        |                         | Carlotta Sofia di Sassonia-Coburgo-Saalfeld | Francesco Giosea di Sassonia-Coburgo-Saalfeld                         |  |  |       |  |  |                            |  |  |                               |  |
|                                        |                         | Carlotta Sofia di Sassonia-Coburgo-Saalfeld | Francesco Giosea di Sassonia-Coburgo-Saalfeld                         |  |  |       |  |  |                            |  |  |                               |  |
|                                        |                         | Carlotta Sofia di Sassonia-Coburgo-Saalfeld | Anna Sofia di Schwarzburg-Rudolstadt                                  |  |  |       |  |  |                            |  |  |                               |  |
|                                        |                         | Carlotta Sofia di Sassonia-Coburgo-Saalfeld |                                                                       |  |  |       |  |  |                            |  |  |                               |  |